# TeatarFest Petar Kočić
Le TeatarFest Petar Kočić (en serbe cyrillique : ТеатарФест Петар Кочић) est un festival de théâtre qui se déroule à Banja Luka, la capitale de la république serbe de Bosnie, en Bosnie-Herzégovine. Créé en 1998, il est organisé par le Théâtre national de la République serbe.
Le TeatarFest Petar Kočić est ainsi nommé en hommage à Petar Kočić (1877-1916), un poète serbe de Bosnie né à Stričići, près de Banja Luka.

## Festival 2008
La 12e édition du TeatarFest Petar Kočić a eu lieu du 2 au 10 juin. Y ont participé les théâtres suivants :
- Théâtre national de la République serbe : Divlje meso (Viande sauvage) de Goran Stefanovski, mise en scène de Lari Zapia.
- Théâtre national croate de Split : Babina guica de Tahir Mujičić, mise en scène d'Ivica Boban.
- Théâtre national monténégrin : Odumiranje (Décadence) de Dušan Spasojević, mise en scène de Nick Upper.
- *Knjaževsko-srpski teatar de Kragujevac : Čudo po Joakimu de Radoslav Zlatan Dorić, mise en scène de Slavenko Saletović.
- Théâtre dramatique de Belgrade : Ćeif de Mirza Fehimović, mise en scène d'Egon Savin.
- Atelier 212 : Pomorandžina kora (Peau d'orange) de Maja Pelević, mise en scène de Goran Marković.
- Théâtre national slovène de Maribor : Za nacionalni interes (Pour l'intérêt national) de Tone Partljič, mise en scène de Jaša Jamnik.
- Théâtre dramatique yougoslave de Belgrade : Haderfild de Uglješa Šajtinac, mise en scène de Aleks Čizholm.

## Festival 2009
La 12e édition du TeatarFest Petar Kočić a eu lieu du 1er au 7 juin. Y ont participé les théâtres suivants :
- Théâtre national de Belgrade : Le Derviche et la Mort de Meša Selimović, adaptation et mise en scène d'Egon Savin.
- Théâtre dramatique yougoslave de Belgrade : Tako je moralo biti de Branislav Nušić, adaptation et mise en scène d'Egon Savin.
- Teatar Exit de Zagreb : Kauboji (Cowboys) de Saša Anočić, mise en scène de Saša Anočić.
- Théâtre national de la République serbe : Balon od kamena  (Ballon de pierre) - Moja sjećanja de Radmila Smiljanić, mise en scène de Filip Grinvald.
- Théâtre dramatique de Belgrade : Falsifikator (Le Faussaire) de Goran Marković, mise en scène de Goran Marković.
- Théâtre Zvezdara : Generalna proba samoubstiva (Répétition générale pour un suicide) de Dušan Kovačević, mise en scène de Dušan Kovačević.

Spectacle de clôture :
- Théâtre national de la République serbe : Narodni poslanik (Le Parlementaire) de Branislav Nušić, mise en scène de Nikola Pejaković.

Le jury était composé des personnalités suivantes :
- Mladen Šukalo
- Dijana Grbić
- Ljubo Božović.